# HD 168021
HD 168021，又名BD-18 4896，SAO 161304、HR 6848，是一颗恒星，视星等为6.84，位于銀經12.7，銀緯-1.47，其B1900.0坐标为赤經18h 12m 50.8s，赤緯-18° -1.47′ 28″。